# Robert Redford
Čarls Robert Redford mlađi (engl. Charles Robert Redford Jr.; Santa Monika, 18. avgust 1936) američki je filmski glumac, režiser, producent i filantrop.

## Biografija

### Detinjstvo i mladost
Redford je rođen u Santa Moniki (država Kalifornija) kao jedinac Čarlsa Roberta Redforda starijeg, računovođe i Marte V. Hart. Ima polubrata Vilijama s očeve strane.
Godine 1954. je maturirao u srednjoj školi Van Najs u Los Anđelesu i dobio stipendiju kao bejzbol igrač na Univerzitetu u Koloradu, gde je igrao na poziciji bacača. Stipendiju je izgubio sa osamnaest godina kada se, neposredno posle smrti majke, napio i nepristojno ponašao. Potom je upisao studije slikarstva na Institutu Prat u Bruklinu i paralelno uzima časove pozorišnog dizajna na Američkoj akademiji dramskih umetnosti u Njujorku. Godine 1957. odustaje od studija i sledećih godinu dana provodi u Evropi, baveći se slikarstvom.

### Karijera
Krajem pedesetih i početkom šezdesetih, Redford se pojavio u nekoliko televizijskih serija. Debitovao je na Brodveju u maloj ulozi u predstavi Tall Story 1959. godine. Redfordov prvi film bio je War Hunt (1962), zajedno s Sidnijem Polakom i Tomom Skeritom. Nakon uspeha na Brodveju, dobijao je veće filmske uloge. Postao je poznat po ulogama u filmovima Buč Kasidi i Sandens Kid, Tri kondorova dana, Svi predsednikovi ljudi, Žaoka, Potpuno prirodno, Devojka koju sam voleo, Moja Afrika, Veliki Getsbi i mnogim drugim. Režirao je filmove Obični ljudi, Kviz šou, Legenda o Bageru Vensu, Šaptač konjima, Milagro i Reka sećanja. Takođe je bio producent filma Obični ljudi.
Godine 1980. osvaja Oskara za režiju filma Obični ljudi; nominovan je i za režiju filma Kviz šou. Zajedno sa Vorenom Bejtijem, Klintom Istvudom, Melom Gibsonom, Ričardom Atenboroom i Kevinom Kostnerom Redford spada u grupu uglednih glumaca koji su osvajali Oskara za režiju.
Od zarade u filmovima Buč Kasidi i Sandens Kid i Spustaš Redford otvara ski centar „Timphejven“ u Provu (Juta), južno od Park Sitija. Centar je kasnije preimenovan u „Odmaralište Sandens“, a nedugo zatim, zaradom od filma Džeremaja Džonson (1972), osniva Sandens filmski festival, Sandens institut, Sandens katalog i Sandens kanal. Sandens festival je vremenom stekao titulu jednog od najznačajnijih američkih festivala nezavisnih filmova a posetioci festivala su i mnogi holivudski filmski producenti. Sandens je, u stvari, ime lika (Sandens Kid) kojeg je Redford glumio u filmu Buč Kasidi i Sandens Kid. Redford je takođe vlasnik restorana „Zum“ koji se nalazi u glavnoj ulici bivšeg rudarskog gradića Park Sitija.
Godine 1995. Redford dobija počasnu doktorsku titulu Bard koledža. U decembru 2005. dobija nagradu Kenedi centra za doprinos američkoj kulturi.

### Lični život
Robert Redford je po političkom opredeljenju liberal. Podržava environmentalizam (pokret za zaštitu životne sredine) i bori se za prava američkih domorodaca.
Od 1958. do 1985. bio je u braku sa Lolom van Vagenen s kojom ima četvoro dece: Skota (rođen 1959. koji je nedugo potom preminuo), Šona (rođen 15. novembra 1960), Dejvida Džejmsa (rođen 15. maja 1962) i Ejmi (rođena 22. oktobra 1970). Posle razvoda bio je u vezi sa brazilskom glumicom Sonjom Bragom, Kejti O'Rir i nemačkom slikarkom Sibil Zargas. Ima petoro unučadi.

## Filmografija
| Godina | Film                            | Uloga             |
| ------ | ------------------------------- | ----------------- |
| 1965.  | Sve o Daisy Clover              |                   |
| 1966.  | Prokleti posed                  |                   |
| 1966.  | Potera bez milosti              |                   |
| 1967.  | Bosi u parku                    |                   |
| 1969.  | Buč Kasidi i Sandens Kid        |                   |
| 1969.  | Recite im da je Willie Boy ovde |                   |
| 1969.  | Downhill Racer                  |                   |
| 1970.  | Little Fauss and Big Halsy      |                   |
| 1972.  | Džeremaja Džonson               | Džeremaja Džonson |
| 1972.  | Kandidat                        |                   |
| 1972.  | The Hot Rock                    |                   |
| 1973.  | Žaoka                           |                   |
| 1973.  | The Way We Were                 |                   |
| 1974.  | Veliki Getsbi                   |                   |
| 1975.  | Tri kondorova dana              |                   |
| 1975.  | Veliki Waldo Pepper             |                   |
| 1976.  | Svi predsednikovi ljudi         |                   |
| 1977.  | Nedostižni most                 |                   |
| 1979.  | Električni konjanik             |                   |
| 1980.  | Brubaker                        |                   |
| 1984.  | The Natural                     |                   |
| 1985.  | Moja Afrika                     |                   |
| 1986.  | Orlovi pravde                   | Tom Logan         |
| 1990.  | Havana                          |                   |
| 1992.  | Reka sećanja                    |                   |
| 1992.  | Uhode                           | Martin Bišop      |
| 1992.  | Incident at Oglala              |                   |
| 1993.  | Nemoralna ponuda                |                   |
| 1996.  | Nešto sasvim lično              | Voren Džastis     |
| 1998.  | Šaptač konjima                  | Tom Buker         |
| 2001.  | Zanimanje špijun                |                   |
| 2001.  | Poslednja bitka                 |                   |
| 2004.  | Preteća čistina                 |                   |
| 2005.  | U seni prošlosti                |                   |
| 2006.  | Šarlotina mreža                 |                   |
| 2007.  | Jaganjci i lavovi               |                   |
| 2014.  | Kapetan Amerika: Zimski vojnik  | Aleksandar Pirs   |
| 2019.  | Osvetnici: Kraj igre            | Aleksandar Pirs   |

## Spoljašnje veze
- Robert Redford na sajtu  (jezik: engleski)
- Sandens institut (језик: енглески)
- Odmaralište Sandens (језик: енглески)
- Članak o restoranu "Zum" u Gardijanu (језик: енглески)
- Robert Redford – glumac, reditelj, producent, biznismen i filantrop